# آنتیستنس
آنتیستنس (به یونانی: Ἀντισθένης؛ به انگلیسی: Antisthenes) (زادهٔ سال ۴۴۵ – درگذشته به سال ۳۶۵ ق. م) فیلسوف یونانی اهل آتن، مدتی شاگرد گرگیاس، و سپس تا زمان محاکمه سقراط، از شاگردان سقراط بود. شماری از نویسندگان او را بنیانگذار مکتب کلبی می‌دانند.

## زندگی
آنتیسنتس در ۴۴۵ یا ۴۴۶ ق. م از پدری آتنی و هم‌نام خویش و مادری تراکیایی زاده شد. نخست نزد گرگیاس به آموختن فن جدل می‌پرداخت، اما پس از آشنایی با سقراط به همراه شاگردان خود در زمرهٔ مریدان او درآمد و به فلسفه پرداخت. چنان که از رسالهٔ فایدون افلاطون برمی‌آید از جمله کسانی بود، که در هنگام مرگ سقراط در کنار او بودند.
او داوطلبانه زندگی در تنگدستی را برگزیده بود و از لذت و خوشی جسمانی به کلی گریزان بود. اگر قول دیوگنس لائرتیوس را بپذیریم، به‌گمان نخستین کسی بود که با خود چوبدستی و خورجینی حمل می‌کرد. به بذله‌گویی و حاضرجوابی آوازه داشت. هنگامی که از او پرسیدند: «آموختن چه چیزی بیش‌ترین اهمیت را دارد؟» پاسخ داد: «نیاموختن کردار بد دیگری.»

## اندیشه و تأثیرات
دیوگنس لائرتیوس ده تألیف به آنتیسنتس نسبت می‌دهد، که امروز تنها بخش‌های اندکی از آن به دست ما رسیده‌است. از میان آثار پراکنده‌ای که دربارهٔ او نگاشته شده‌است، می‌توان دریافت که او فضیلت را آموختنی و تنها انسان‌های صاحب آن را باشرافت می‌دانست؛ فضیلت به تنهایی برای شادکامی انسان کافی است. بر خلاف سقراط برای قوانین دولتی ارزشی قائل نبود و بر این باور بود که انسان خردمند باید از قوانین فضیلت پیروی کند. فضیلت بیش از آن که به سخن باشد در کردار نمایان می‌شود.
هرچند در فلسفهٔ کلبی شهرت دیوژن سینوپی از آنتیستنس فراتر رفت، اما امروزه بسیاری بر این رای اند، که این مکتب از افکار و سلوک او الهام گرفته شده‌است.
درون‌مایه فراخوان او بازگشت به طبیعت بود و استدلال می‌کرد که مرد عاقل نیازی به خانه، وطن، شهر یا قانون ندارد؛ زیرا فضیلت او قانون او است.